# Roberto La Rocca
Roberto La Rocca (Caracas, 9 juli 1991) is een Venezolaans autocoureur.

## Carrière
In 2009 begon La Rocca zijn autosportcarrière in de Skip Barber Southern Regional Series, waar hij als vierde eindigde met 281 punten.
In 2010 reed La Rocca geen races, maar in 2011 keerde hij terug in de F2000 Championship Series voor het team HP-Tech. Hij eindigde hier als vijfde in het kampioenschap met 336 punten.
In 2012 bleef La Rocca rijden in de F2000 voor HP-Tech, wat hij won met 11 overwinningen uit 14 races en 626 punten. Dat jaar reed hij ook in de Formule 3 Brazilië Open en de Europese F3 Open, waar hij respectievelijk als elfde en tiende eindigde.
In 2013 zou La Rocca gaan rijden in de GP3 Series voor het nieuwe team Bamboo Engineering. Twee maanden voor de start van het seizoen werd hij echter vervangen door Carmen Jordá omdat zijn sponsors niet met geld kwamen.